# Bitva u Rennellova ostrova
Bitva u Rennellova ostrova byla jednou z námořních bitev druhé světové války v Pacifiku mezi japonským a americkým námořnictvem. Odehrála se 29.–30. ledna 1943 mezi Guadalcanalem a Rennellovým ostrovem v jižní části Šalomounových ostrovů.
Vzhledem k špatné situaci japonských jednotek na Gaudalcanalu rozhodl japonský generální štáb 31. prosince 1942 o evakuaci ostrova a o zřízení nové linie obrany v oblasti Šalomounových ostrovů na ostrově Nová Georgie. Evakuace, kterou Japonci nazvali Operace Ke, začala 14. ledna. Od 28. ledna měla být zajištěna letecká převaha Japonců nad oblastí.
Američanům japonské přípravy na operaci Ke neunikly, ale špatně si je vyložili jako přísun nových posil na Guadalcanal. Proto se také oni rozhodli vyslat na ostrov čerstvé síly. Jako krycí svaz transportních lodí byla vyslána TF 18 pod velením kontradmirála Roberta C. Giffena, která se skládala z těžkých křižníků Wichita, Chicago a Louisville, lehkých křižníků Montpelier, Cleveland a Columbia, eskortních letadlových lodí Chenango a Suwanne a 8 torpédoborců. Vzdálenou podporu poskytovala TF 16 okolo letadlové lodi USS Enterprise.

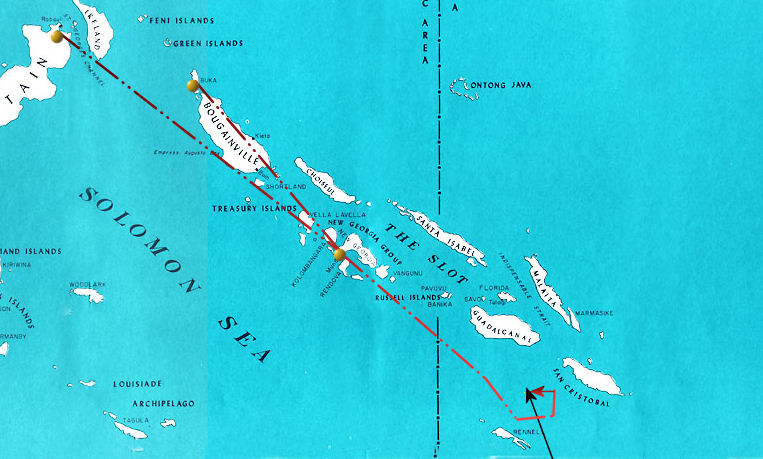
Mapa oblasti bitvy

Japonská 11. letecká flotila v Rabaulu pod velením Jun'iči Kusaky skutečně koncem ledna zvýšila svoji aktivitu, což vedlo mimo jiné i k brzkému vypátrání TF 18. Japonské velení se proti TF 18 rozhodlo použít novou taktiku a to nálety po setmění. 29. ledna v 19:20 zaútočila na TF 18 první vlna 16 torpédových bombardérů Betty. Povedl se jí jeden zásah křižníku Louisville, ale torpédo nevybuchlo. V 19:40 zaútočila druhá vlna 15 torpédových bombardérů Betty pod velením korvetního kapitána Higae. Dvě torpéda zasáhla křižník Chicago (nám. kapt. Davis) a jedno torpédo, které opět nevybuchlo, zasáhlo Wichitu. Nevybuchlá torpéda ukazují na snižující se kvalitu japonských pilotů neboť torpéda vypustili moc blízko a roznětka torpéd se nestačila aktivovat.[zdroj?] Ve 20:08 Giffen nařídil obrat na jih a ústup z oblasti.
30. ledna v 8 hodin ráno připlula k TF 18 vlečná loď Navajo a převzala od křižníku Louisville vlečení poškozeného Chicaga. Poté Giffen ponechal u této dvojice 6 torpédoborců a se zbytkem TF 18 odplul na Espiritu Santo. Ve 12:15 odstartovala skupina 11 torpédových bombardérů Betty, aby napadla poškozené Chicago. Američané se o těchto letadlech včas dozvěděli a vyslali více než 10 stíhaček, aby poškozenou loď chránily. Přesto se japonským bombardérům, které přiletěly v 16:06 podařilo 3 torpédy zasáhnout Chicago a 1 torpédem torpédoborec La Vallete. Křižník Chicago se potopil po 20 minutách. Jeho doprovod zachránil 1049 námořníků, ale 62 námořníků se potopilo s křižníkem. Vlečná loď Navajo pak zapřáhla poškozený torpédoborec La Vallete a všichni odpluly na Espirito Santo. Americké stíhačky a protiletecká palba sestřelila 8 japonských bombardérů.